# The Crew (filme)
The Crew (br: Mafiosos em Apuros / pt: O Regresso da Máfia) é um filme de 2000, dirigido por Michael Dinner e estrelado por Burt Reynolds, Richard Dreyfuss, Dan Hedaya, Jennifer Tilly e Seymour Cassel.

## Sinopse
Quatro mafiosos "aposentados" planejam um último crime para que possam viver, finalmente, em paz.

## Elenco
- Richard Dreyfuss	 .... 	Bobby Bartellemeo
- Burt Reynolds	.... 	Joey "Bats" Pistella
- Dan Hedaya	.... 	Mike "The Brick" Donatelli
- Seymour Cassel	.... 	Tony "Mouth" Donato
- Carrie-Anne Moss	.... 	Det. Olivia Neal
- Jennifer Tilly	.... 	Ferris "Maureen" Lowenstein
- Lainie Kazan	.... 	Pepper Lowenstein
- Miguel Sandoval	.... 	Raul Ventana

## Recepção
The Crew recebeu muitas críticas negativas por suas semelhanças com o roteiro de Space Cowboys, no qual quatro aposentados retornam para um último trabalho (neste caso, voltar ao espaço). Foi um fracasso de bilheteria, conseguindo apenas US$ 13 milhões no mundo inteiro, enquanto os custos para produzir o filme haviam sido de US$ 23 milhões.